# Stéphanie Alenda
Stéphanie Alenda es una socióloga, profesora, escritora e investigadora francesa, residente en Chile.En dicho país ha realizado gran parte de su carrera académica, siendo consultada por los asuntos públicos de dicha nación en calidad de experta.
En 2009, fue fundadora de la Escuela de Sociología de la Universidad Nacional Andrés Bello (UNAB).Ha sido presidenta del Comité de Investigación en Sociología Política (CPS) de la Asociación Internacional de Sociología (ISA) y la Asociación Internacional de Ciencia Política (IPSA) (2018−2023).  
Desde 2018, se desempeña como directora de investigación de la facultad de Educación y Ciencias Sociales de la UNAB. 
La autora es conocida por sus investigaciones académicas sobre la derecha chilena, enfatizando en sus tres principales «sensibilidades»: la «socialcristiana», la «subsidiaria» y la «ultraliberal» (libertaria), vertientes que además indagó en su libro de compilación Anatomía de la derecha chilena: Estado, mercado y valores en tiempos de cambio.Asimismo, ha sido columnista en medios de comunicación.

## Biografía
Alenda se graduó en la Universidad de Niza Sophia Antipolis en 1993, donde obtuvo dos títulos de licenciatura, seguidos de una maestría en Literatura y Civilización Española en 1994. Mientras estaba obteniendo su Diploma de Postgrado en Estudios Latinoamericanos en la École des Hautes Études en Sciences Sociales de París, recibió una beca del Instituto Francés de Estudios Andinos para realizar su trabajo de campo doctoral en Bolivia.
En 2001, tras finalizar su doctorado en sociología política en la Universidad de Ciencia y Tecnología de Lille, obtuvo una beca de investigación para realizar sus estudios posdoctorales en 2003 en el Programa Lavoisier del Ministerio de Asuntos Exteriores de Francia. A partir de 2004 se radicó en Chile, trabajando desde ese momento en el Instituto de Asuntos Públicos de la Universidad de Chile durante ocho años (2004–2012) en los que fue editora de la revista de ciencias políticas del Instituto: la Revista Política.
En 2009, asumió el desafío de fundar la Escuela de Sociología de la UNAB, la que logró rápidamente posicionarse en el ámbito académico.Desde 2015, Alenda forma parte de la Junta Ejecutiva del Comité de Investigación en Sociología Política (CPS), afiliado tanto a la Asociación International Sociológica (ISA) como a la Asociación International de Ciencia Política (IPSA). En 2016, logró un acuerdo con la Asociación Brasileña de Ciencia Política (ABCP) por que la CPS tuviera presencia estable en cada encuentro.
Ese mismo año 2016, Alenda se embarcó en el proceso de elaboración de la obra colectiva «Anatomía de la derecha chilena: Estado, mercado y valores en tiempos de cambio», publicado en marzo de 2020 por el Fondo de Cultura Económica. En enero de 2020, durante el seminario «La derecha chilena en época de cambios» organizado por el Centro de Estudios Públicos (CEP) en medio de la crisis del gobierno centroderechista de Sebastián Piñera, la socióloga adelantó los principales hallazgos de esa investigación, junto con Carmen Le Foulon (Coordinadora del Área de Opinión Pública del CEP) y Julieta Suárez-Cao (Profesora Asociada del Instituto de Ciencia Política de la PUC).  
Las presentaciones fueron comentadas por los presidentes de los tres principales partidos de la entonces coalición oficialista Chile Vamos, es decir, Mario Desbordes (Renovación Nacional; RN), Jacqueline van Rysselberghe (UDI) y Hernán Larraín Matte (Evópoli). En dicho contexto, el timonel RN fue uno de los que más citó el libro para argumentar e institucionalizar su visión de una «derecha social» dentro de su partido.

## Obras

### Libro
- 2020, Anatomía de la derecha chilena: Estado, mercado y valores en tiempos de cambio. Fondo de Cultura Económica En co-autoría con Carmen Le Foulon y Julieta Suárez-Cao

### Artículos
- 2014, Cambio e institucionalización de la 'nueva derecha' chilena (1967–2010).[30] Revista de Sociologia e Política. Vol. 22. N°52, pp. 159-180 (21 páginas).
- 2014,  «Les avatars de la « nouvelle droite » chilienne: La fabrique d'une institution partisane (1967−2010)». Politix. Vol 106. N°2. pp. 159−187 (28 páginas).[31]
- 2014, «Cambio e institucionalización de la "nueva derecha" Chilena (1967−2010)». Revista de Sociología e Politica. Vol 22. N°52. pp. 159−180 (21 páginas).[32]
- 2019, «La batalla por las ideas en tiempos posideológicos: Adaptaciones y permanencias ideológicas en la nueva centroderecha chilena». Revista de Sociologia e Politica. N°70. Article e004.[33]
- 2020, «¿Cuán similares son las actitudes de los hombres y las mujeres dirigentes? Brechas de género y moderación en la centro-derecha chilena». Economía y Política. N°1. Vol. 6. pp. 31−58 (27 páginas).[34]
- 2020, «The Chilean right at the crossroads: counterhegemony of subnational and solidary leaderships». Barcelona Centre for International Affairs. N°126, pp. 65-87 (22 páginas).[35]
- 2020, «Satisfacción y reconocimiento en ocupaciones precarias: El caso de los recolectores de basura en Chile». Izquierdas. N°49. pp. 848−865 (17 páginas).[36]
- 2020 «Ni crisis ni panaceas. Dinámicas y transformaciones de los sistemas partidarios en América Latina». Colombia International. N°103. pp. 3−28 (25 páginas).[37]